# Krušnohorský automobilový okruh

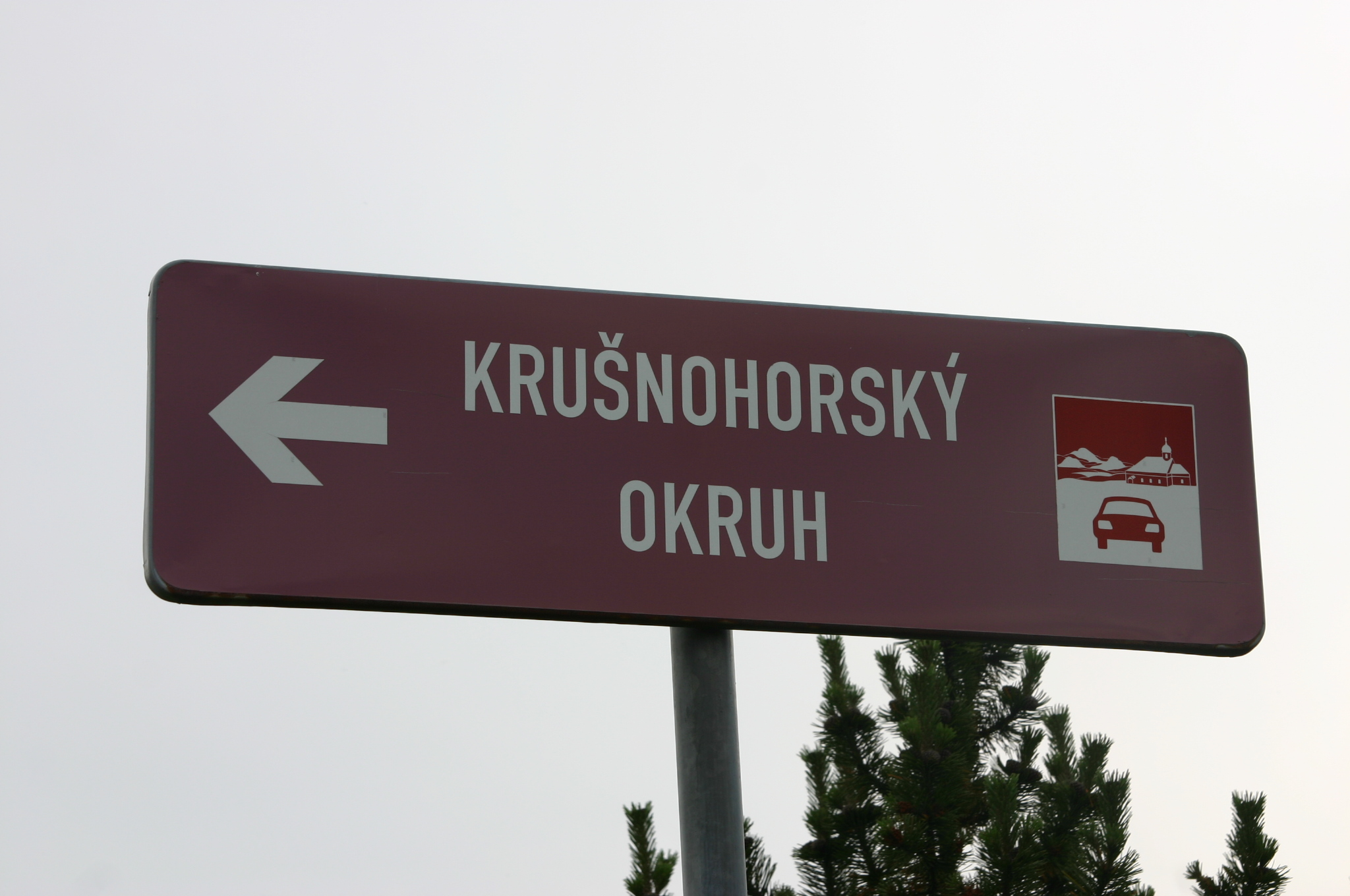
Značení okruhu

Krušnohorský automobilový okruh (též Krušnohorský autookruh) je značená turistická automobilová trasa, která propojuje významné historické a přírodní památky v Krušných horých a podhůří na území okresu Most a částečně okresů Chomutov a Teplice. Trasa je dlouhá 92 km.

## Vznik
Zřízení okruhu iniciovalo v roce 1999 Sdružení obcí v regionu Krušných hor, které ke spolupráci přizvalo Okresní úřad v Mostě a Krušnohorskou iniciativu. Část financí na projekt zajistily západovlámský Spolek volného času Flandry a společnost pro ekonomický a sociální výzkum a konzultace WES Flandry. Na finančním zajištění značení automobilového okruhu a vydání turistického průvodce se podílelo Vlámské společenství v rámci spolupráce s Českou republikou. Mezinárodní kontakty zprostředkovala Regionální rozvojová agentura, a. s. Most. Autookruh byl otevřen v létě roku 2000.

## Popis
Krušnohorský automobilový okruh je dlouhý 92 km a začíná v Litvínově. Odtud pokračuje západním směrem až na Chomutovsko, poté se stáčí a po hřebeni Krušných hor pokračuje východním směrem přes Horu Svaté Kateřiny až do Oseka na Teplicku a vrací se opačnou stranou do Litvínova až končí v Meziboří.
Cestou jsou turisté upozorněni na historické i přírodní pamětihodnosti. Vzhledem k tomu, že trasa tvoří uzavřený okruh (jen s odbočkami do Olbernhau, Českého Jiřetína a Lomu), lze cestu začít v libovolném úseku. Značky jsou umístěny po celé trase okruhu.
Pro účely okruhu byl vydán česko-německý průvodce se základní orientační mapkou, který slouží k lepší orientaci po okruhu, hlavně na rozcestích a před odbočkami, směřujícími k jednotlivým zajímavostem. Průvodce obsahuje naučné doprovodné texty ke všem vyznačeným stanovištím.
Krušnohorský automobilový okruh je přerušen u hráze v. d. Fláje dopravní značkou Zákaz vjezdu všech vozidel (v obou směrech) směrem na Dlouhou louku. Na tuto část trasy pak nelze navázat žádnou objížďkou nežli se vrátit do výchozího bodu okruhu v Litvínově a jet v protisměru okruhu.

## Seznam jednotlivých lokalit
(podle pořadí na trase)
- Litvínov
- Janovská vodní nádrž
- Horní Jiřetín
- Zámek Jezeří
- Hornictví v Podkrušnohoří
- Národní přírodní rezervace Jezerka
- Červený hrádek
- Boleboř
- Svahová
- Malý Háj
- Hora Svaté Kateřiny
- Brandov
- Olbernhau
- Nová Ves v Horách
- Mníšek
- Klíny
- Černý rybník
- Zámeček Lichtenwald
- Flájská přehrada
- Český Jiřetín
- Zaniklé obce - zbytky základů původních domů zatopené obce Fláje
- Dlouhá Louka
- Město Osek
- Město Lom
- Litvínov, Koldům
- Meziboří